# Disphragis livida
Disphragis livida är en fjärilsart som beskrevs av William Schaus 1911. Disphragis livida ingår i släktet Disphragis och familjen tandspinnare. Inga underarter finns listade i Catalogue of Life.